# Haucourt-en-Cambrésis
Haucourt-en-Cambrésis är en kommun i departementet Nord i regionen Hauts-de-France i norra Frankrike. Kommunen ligger i kantonen Clary som tillhör arrondissementet Cambrai. År 2022 hade Haucourt-en-Cambrésis 192 invånare.

## Befolkningsutveckling
Antalet invånare i kommunen Haucourt-en-Cambrésis
| Referens: INSEE |